# Expedición 6
La Expedición 6 fue la sexta estancia de larga duración en la Estación Espacial Internacional.

## Tripulación
| Posición             | Astronauta                                   |                                              |
| -------------------- | -------------------------------------------- | -------------------------------------------- |
| Comandante           | Kenneth Bowersox, NASA Quinto vuelo espacial | Kenneth Bowersox, NASA Quinto vuelo espacial |
| Ingeniero de vuelo 1 | Nikolai Budarin, RSA Tercer vuelo espacial   | Nikolai Budarin, RSA Tercer vuelo espacial   |
| Ingeniero de vuelo 2 | Donald Pettit, NASA Primer vuelo espacial    | Donald Pettit, NASA Primer vuelo espacial    |

## Parámetros de la misión
- Perigeo: 384 km
- Apogeo: 396 km
- Inclinación: 51.6°
- Período: 92 min

- Acoplamiento: STS-113 - 25 de noviembre de 2002, 21:59 UTC
- Desacoplamiento: Soyuz TMA-1 - 3 de mayo de 2003, 22:43 UTC
- Tiempo acoplamiento: 159 d y 44 min